# Helminthosporium dorycarpum
Helminthosporium dorycarpum är en svampart som beskrevs av Mont. 1842. Helminthosporium dorycarpum ingår i släktet Helminthosporium och familjen Massarinaceae.   Inga underarter finns listade i Catalogue of Life.